# سيلفان سبرينغز
سيلفان سبرينغز (بالإنجليزية: Sylvan Springs)‏ هي مدينة أمريكية تقع في ولاية ألاباما.تبلغ مساحة هذه المدينة 9 (كم²)،ويبلغ عدد سكانها 1465 نسمة حسب إحصاء سنة 2010 م.تشير الإحصاءات بأن الكثافة السكانية في هذه المدينة تقدر بـ(162.8) نسمة/كم2.

## التركيبة السكانية
حدّد مكتب تعداد الولايات المتحدة بيانات التركيبة السكانية لسيلفان سبرينغز في تعداد الولايات المتحدة. في ما يلي، التركيبة السكانية حسب تعدادي 2000 و2010.

### تعداد عام 2000
بلغ عدد سكان سيلفان سبرينغز 1,465 نسمة بحسب تعداد عام 2000، وبلغ عدد الأسر 589 أسرة وعدد العائلات 461 عائلة مقيمة في البلدة. في حين سجلت الكثافة السكانية 65.1 نسمة لكل كيلومتر مربع (168.6/ميل2). وبلغ عدد الوحدات السكنية 610 وحدة بمتوسط كثافة قدره 27.1 لكل كيلومتر مربع (70.2/ميل2).
وتوزع التركيب العرقي للبلدة بنسبة 98.63% من البيض و0.68% من الأمريكيين الأفارقة و0.34% من الأمريكيين الأصليين و0.07% من الأمريكيين ذوي الأصول الآسيوية و0.27% من عرقين مختلطين أو أكثر و0.48% من الهسبانيون أو اللاتينيون من أي عرق.
بلغ عدد الأسر 589 أسرة كانت نسبة 30.4% منها لديها أطفال تحت سن الثامنة عشر تعيش معهم، وبلغت نسبة الأزواج القاطنين مع بعضهم البعض 68.6% من أصل المجموع الكلي للأسر، ونسبة 7.3% من الأسر كان لديها معيلات من الإناث دون وجود شريك، بينما كانت نسبة 2.4% من الأسر لديها معيلون من الذكور دون وجود شريكة وكانت نسبة 21.7% من غير العائلات. تألفت نسبة 19.9% من أصل جميع الأسر من عدة أفراد يعيشون في نفس المنزل ونسبة 10.7% كانت تتألف من شخص يعيش بمفرده يبلغ من العمر 65 عاماً أو أكثر. وبلغ متوسط حجم الأسرة المعيشية 2.49، أما متوسط حجم العائلات فبلغ 2.85.
بلغ العمر الوسطي للسكان 43.6 عاماً. وكانت نسبة 18% من القاطنين تحت سن الثامنة عشر، وكانت نسبة 8.7% بين الثامنة عشر والرابعة والعشرين عاماً، ونسبة 26.6% كانت واقعةً في الفئة العمرية ما بين الخامسة والعشرين والرابعة والأربعين عاماً، ونسبة 28.6% كانت ما بين الخامسة والأربعين والرابعة والستين، ونسبة 18.2% كانت ضمن فئة الخامسة والستين عاماً فما فوق. يوجد لكل 100 أنثى 93.5 ذكر، ويوجد لكل 100 أنثى في الثامنة عشر من عمرها فما فوق 89.1 ذكر.
بلغ متوسط دخل الأسرة في البلدة 42,692 دولارًا، أما متوسط دخل العائلة فبلغ 49,853 دولارًا. وكان متوسط دخل الذكور 37,500 دولارًا مقابل 23,350 دولارًا للإناث. وسجل دخل الفرد الخاص بالبلدة 20,338 دولارًا. وكانت نسبة 3.9% من العائلات ونسبة 4.7% من السكان تحت خط الفقر، وكان من هؤلاء نسبة 5% تحت سن الثامنة عشر ونسبة 7.8% في الخامسة والستين من العمر وما فوق.

### تعداد عام 2010
بلغ عدد سكان سيلفان سبرينغز 1,542 نسمة بحسب تعداد عام 2010، وبلغ عدد الأسر 611 أسرة وعدد العائلات 463 عائلة مقيمة في البلدة. في حين سجلت الكثافة السكانية 68.5 نسمة لكل كيلومتر مربع (177.4/ميل2). وبلغ عدد الوحدات السكنية 650 وحدة بمتوسط كثافة قدره 28.9 لكل كيلومتر مربع (74.9/ميل2).
وتوزع التركيب العرقي للبلدة بنسبة 97.28% من البيض و1.36% من الأمريكيين الأفارقة و0.52% من الأمريكيين الأصليين و0.13% من الأعراق الأخرى و0.71% من عرقين مختلطين أو أكثر و0.52% من الهسبانيون أو اللاتينيون من أي عرق.
بلغ عدد الأسر 611 أسرة كانت نسبة 28.2% منها لديها أطفال تحت سن الثامنة عشر تعيش معهم، وبلغت نسبة الأزواج القاطنين مع بعضهم البعض 62% من أصل المجموع الكلي للأسر، ونسبة 10% من الأسر كان لديها معيلات من الإناث دون وجود شريك، بينما كانت نسبة 3.8% من الأسر لديها معيلون من الذكور دون وجود شريكة وكانت نسبة 24.2% من غير العائلات. تألفت نسبة 21.6% من أصل جميع الأسر من عدة أفراد يعيشون في نفس المنزل ونسبة 12.6% كانت تتألف من شخص يعيش بمفرده يبلغ من العمر 65 عاماً أو أكثر. وبلغ متوسط حجم الأسرة المعيشية 2.52، أما متوسط حجم العائلات فبلغ 2.92.
بلغ العمر الوسطي للسكان 45.2 عاماً. وكانت نسبة 20.4% من القاطنين تحت سن الثامنة عشر، وكانت نسبة 6% بين الثامنة عشر والرابعة والعشرين عاماً، ونسبة 23.5% كانت واقعةً في الفئة العمرية ما بين الخامسة والعشرين والرابعة والأربعين عاماً، ونسبة 30.5% كانت ما بين الخامسة والأربعين والرابعة والستين، ونسبة 19.7% كانت ضمن فئة الخامسة والستين عاماً فما فوق. وتوزع التركيب الجنسي للسكان بنسبة 46.7% ذكور و53.3% إناث.